# GP Denain 1960
De 2e editie van de wielerwedstrijd GP Denain werd gehouden op 19 april 1960. De start en finish vonden plaats in Denain in het Franse Noorderdepartement. Op het podium stonden drie Belgen: Gabriel Borra voor Louis Proost en Maurice Joosen.

## Uitslag
| GP Denain 1960 (170 km) |                 |                   |          |
| Plaats                  | Naam            | Ploeg             | tijd     |
| Winnaar                 | Gabriel Borra   | Helyett-Fynsec    | 4u14'35" |
| 2                       | Louis Proost    | Peugeot-BP-Dunlop |          |
| 3                       | Maurice Joosen  | Libertas          |          |
| 4                       | Jean Selic      | Liberia-Grammont  |          |
| 5                       | Francesco Miele |                   |          |
| 6                       | André Foucher   | Bertin            |          |

1959 · 1960 · 1961 · 1962 · 1963 · 1964 · 1965 · 1966 · 1967 · 1968 · 1969 · 1970 · 1971 · 1972 · 1973 · 1974 · 1975 · 1976 · 1977 · 1978 · 1979 · 1980 · 1981 · 1982 · 1983 · 1984 · 1985 · 1986 · 1987 · 1988 · 1989 · 1990 · 1991 · 1992 · 1993 · 1994 · 1995 · 1996 · 1997 · 1998 · 1999 · 2000 · 2001 · 2002 · 2003 · 2004 · 2005 · 2006 · 2007 · 2008 · 2009 · 2010 · 2011 · 2012 · 2013 · 2014 · 2015 · 2016 · 2017 · 2018 · 2019 · 2020 · 2021 · 2022 · 2023 · 2024 · 2025